# Čermná (Plzeň)
Čermná é uma comuna checa localizada na região de Plzeň, distrito de Domažlice.